# Belokranjska pramenka
Belokranjska pramenka je slovenska avtohtona pasma ovc, namenjena je prireji jagnjetine. Pasma je kritično ogrožena, saj je razširjena le na območju Adlešičev, Črnomlja in Vinice. Na tem območju so jih gojili že leta 1857, vendar je bila ovčjereja na tem območju razvita že v 16. in 17. stoletju. Sprva so jih gojili v dolini reke Kolpe in kraškem delu Bele krajine. V rodovniško knjigo je vpisanih okrog 1050 živali, zato njihovi rejci posebno pozornost posvečajo preprečevanju sorodstvenega parjenja.
Samice v povprečju tehtajo od 30 do 50 kg, ovni do 70 kg. Primerki v nižinah so težji kakor primerki s kraškega sveta. So bele barve s črnimi pikami ali lisami po glavi in nogah. Imajo zelo dolg rep, ki je tako kot večji del telesa poraščen z resasto volno. Jagnijo enkrat letno. Ovne krasijo bogati rogovi.